# Sant Salvador Vell del Quer
Sant Salvador Vell del Quer o Sant Salvador de Súria és una ermita romànica del segle xiii del municipi de Súria (Bages) que va ser substituïda el 1888 per una nova construcció, Sant Salvador Nou del Quer. Està situada dalt d'un turó del mateix nom a 515 m a l'esquerra del riu Cardener, dins l'angle nord-oriental del terme. És una obra protegida com a bé cultural d'interès local.

## Descripció
És un edifici d'una nau amb absis, ara desaparegut i del que resta l'arc d'arrencada, amb contraforts als murs laterals. La porta és quadrada, moderna i a sobre té una petita rosassa.
Presenta una nau rectangular de 5 m. d'ample per 7 m de llarg, sense absis (fou ensorrat). En un lateral s'aprecia encara el portal antic ara mig tapat per un contrafort. La façana és molt simple: té una porta, un ócul en la part superior i acaba amb un campanar d'espadanya doble. Tot l'edifici és de pedra. És una capella romànica tardana que sofrí algunes modificacions: aterrament de l'absis, i afegidura dels contraforts.

## Història
Es tractava d'una capella rural depenent de Sant Cristòfol de Súria ubicada dins del terme del castell de Súria a un indret anomenat Quer. Apareix citada el 1205 com sant Salvador de castro chenosa i el 1298 ja figura com sant Salvador de Súria.
El 1835, en temps de la Primera Guerra Carlina, va ser saquejada i desaparegué un crucifix gòtic, venerat a l'ermita primitiva. Va quedar molt malmesa i tot i l'intent de restauració, el 1885 es va decidir fer-ne una de nova una mica més amunt que va ser inaugurada el 1888.

## Tradicions
Cada any, el dia de Sant Salvador (6 d'agost), es fa una missa a l'ermita nova en la qual es canten els Goigs i l'Himne d'aquest Sant.
Els Goigs de Sant Salvador estan escrits per Antoni Malats Gallés i tenen una entrada, nou estrofes i tornada final. L'autor de la Música és Antoni Malats Gallés.
El primer diumenge d'octubre (proper al 7 d'octubre, Mare de Déu del Roser), se celebren les Festes del Roser al barri del Poble Vell de Súria. A l'església del Roser té lloc una missa, on s'interpreten els Goigs del Roser i la Missa Pontificalis (prima), de Lorenzo Perosi. Aquesta missa va ser composta pel compositor italià l'any 1898, i a Súria ja s'interpretava en altres festes a principis del segle xx. En acabar la missa, hi ha una ballada de sardanes a la Plaça Major. L'autor de la música és Antoni Malats Gallés.
El tercer diumenge de setembre se celebra l'Aplec de Sant Salvador. Durant el matí es fa una missa on es canten els Goigs de Sant Salvador i l'Himne de Sant Salvador. Després hi ha balls a càrrec de dansaires del Foment Cultural i, després de dinar, hi ha una ballada de sardanes, on s'interpreta la sardana anomenada Aplec a l'ermita de Sant Salvador. Va ser composta per Salvador Juanola i Reixach, l'any 1934. L'autor de la música és Salvador Juanola i Reixach, es fa en format cobla i la primera audició va ser el 1934.